# Dolichopeza (Nesopeza) annulitarsis
Dolichopeza (Nesopeza) annulitarsis is een tweevleugelige uit de familie langpootmuggen (Tipulidae). De soort komt voor in het Oriëntaals gebied.